# Brensbach
Brensbach è un comune tedesco di 5 013 abitanti situato nel land dell'Assia.